# Katastrofa lotu Tara Air 193
Katastrofa lotu Tara Air TB193 – wypadek lotniczy samolotu DHC-6, należącego do Tara Air, do którego doszło 24 lutego 2016, w pobliżu wioski Dana w Nepalu. W wyniku wypadku śmierć poniosły 23 osoby (20 pasażerów i 3 członków załogi) – wszystkie osoby, które znajdowały się na pokładzie.

## Wypadek
Samolot wystartował z Pokhary o godzinie 7:50 czasu lokalnego. Po 10 minutach oficerowie wieży kontroli lotów w Pokharze stracili kontakt z samolotem. Wrak został znaleziony w Dana w dystrykcie Myagdi o 13:25 przez patrol policji.
Podczas lotu drugi pilot pełnił funkcję pilota lecącego, a kapitan pełnił funkcję pilota monitorującego. Po drodze samolot skręcił w lewo i wzniósł się na wysokość 3658 m, aby uniknąć chmur. Nad obszarem Ghorepani zaczął włączać się system ostrzegania o bliskości ziemi (GPWS). Samolot leciał przez chmury z niewielką widocznością pomiędzy chmurami. Rozpoczęto zniżanie do 3048 m, a na wysokości 10200 stóp (3109 m) GPWS zabrzmiał ponownie, ale kapitan odpowiedział, że się tym nie przejmuje. Był przyzwyczajony do słuchania ostrzeżeń GPWS podczas normalnego lotu, dlatego też nabrał zwyczaju ignorowania ostrzeżeń. Na około minutę przed wypadkiem kapitan przejął kontrolę i rozpoczął wznoszenie. Samolot uderzył w zbocze góry na wysokości 3261 m i zatrzymał się na wysokości 3347 m w pobliżu wioski Dana.
Do przeszukiwania trasy przez wiele godzin używano helikopterów, ale akcję ratunkową spowolniły złe warunki pogodowe, w tym gęsta mgła i ulewny deszcz. Gdy znaleziono wrak, ten wciąż płonął. Komendant okręgowy policji stwierdził, że służby wydobyły 17 ciał na miejscu katastrofy.
W końcowym raporcie z wypadku, sporządzonym 17 miesięcy później, czytamy: „Komisja stwierdza, że prawdopodobną przyczyną tego wypadku był fakt, że pomimo niesprzyjających warunków atmosferycznych, załoga ponownie zdecydowała o wejściu w chmury podczas lotu VFR i zejście z normalnego toru lotu z powodu utraty świadomości sytuacyjnej pogłębionej przez dezorientację przestrzenną prowadzącą do wypadku CFIT".

## Inne
Zaledwie 2 dni po wypadku, 26 lutego 2016 roku, w Nepalu miał miejsce kolejny śmiertelny wypadek samolotu z 11 osobami na pokładzie. W wyniku katastrofy zginęło 2 pilotów.

## Pasażerowie i załoga
W katastrofie zginęły 23 osoby – 3 członków załogi i 20 pasażerów, w tym 2 dzieci.
| Obywatelstwo | Pasażerowie | Załoga | Razem |
| ------------ | ----------- | ------ | ----- |
| Nepal        | 18          | 3      | 21    |
| Hongkong     | 1           | –      | 1     |
| Kuwejt       | 1           | –      | 1     |
| Razem        | 20          | 3      | 23    |